# (128585) Alfredmaria
(128585) Alfredmaria est un astéroïde de la ceinture principale.

## Description
(128585) Alfredmaria est un astéroïde de la ceinture principale. Il fut découvert le 18 août 2004 à Altschwendt par Wolfgang Ries. Il présente une orbite caractérisée par un demi-grand axe de 2,39 UA, une excentricité de 0,08 et une inclinaison de 3,5° par rapport à l'écliptique.